# Siergiej Golikow
Siergiej Nikołajewicz Golikow, ros. Сергей Николаевич Голиков (ur. 11 listopada 1894 r. w Zamościu, zm. ?) – radziecki wojskowy (pułkownik), członek Politycznego Centrum Walki z Bolszewizmem, wykładowca Oficerskiej Szkoły Wojsk Wschodnich, a następnie zastępca szefa oddziału inżynieryjnego sztabu Sił Zbrojnych Komitetu Wyzwolenia Narodów Rosji podczas II wojny światowej.
W 1912 r. ukończył 1 moskiewski korpus kadetów, zaś w 1914 r. nikołajewską szkołę inżynieryjną. Brał udział w I wojnie światowej. W poł. września 1918 r. został zmobilizowany do wojsk bolszewickich. Uczestniczył w walkach z oddziałami ukraińskimi hetmana Pawło Skoropadskiego, atamana Symona Petlury i powstańcami. Początkowo walczył w szeregach 1 Sowieckiej Dywizji Ukraińskiej. W lutym 1919 r. został zastępcą dowódcy partyzanckiej kompanii sanitarnej. Od czerwca tego roku był zastępcą dowódcy baterii artylerii Ukraińskiego Zapasowego Batalionu Inżynieryjnego. W październiku objął dowództwo batalionu saperów Kijowskiego Pułku Inżynieryjnego. Od marca 1921 r. był zastępcą dowódcy 187 Etapu Frontu Południowo-Zachodniego. Od maja 1922 r. wykładał przedmiot "fortyfikacje" na turkiestańskich kursach wojskowo-topograficznych. Od maja 1923 r. pełnił funkcję szefa oddziału wojsko-inżynieryjnego Frontu Turkiestańskiego. Od lutego 1924 r. był zastępcą korpuśnego inżyniera frontu. W czerwcu 1926 r. został zastępcą inspektora-inżyniera w sztabie frontu. Od maja 1928 r. był zastępcą dowódcy wojsk inżynieryjnych Środkowoazjatyckiego Okręgu Wojskowego. Od października 1929 r. był szefem oddziału robót wojskowych sztabu okręgu. W 1930 r. ukończył kursy oficerskie. W listopadzie 1933 r. ponownie został zastępcą dowódcy wojsk inżynieryjnych okręgu. Od kwietnia 1936 r. był komendantem pospolitego ruszenia (opołczenia) okręgu. W 1936 r. awansował do stopnia majora. Od poł. lipca 1939 r. pełnił funkcję starszego wykładowcy wyższych kursów strzelecko-taktycznych dowódców piechoty "Wystrieł". W 1940 r. awansował na pułkownika. Od 31 stycznia tego roku wykładał inżynierę wojskową w wyższej szkole służby sztabowej. 7 maja 1941 r. był wykładowcą w katedrze taktyki akademii chemicznej Armii Czerwonej. 19 lipca tego roku objął funkcję szefa oddziału wojsk inżynieryjnych sztabu 33 Armii Frontu Zachodniego. Jesienią 1941 r. dostał się do niewoli niemieckiej. Przebywał w przeznaczonym dla wyższych oficerów sowieckich oflagu XII 1-D w Hammelburgu. W lipcu 1942 r. wstąpił do kolaboracyjnej organizacji Polityczne Centrum Walki z Bolszewizmem pod przewodnictwem kombryga Iwana G. Biessonowa. W sierpniu tego roku wraz z grupą oficerów wyjechał do obozu w Buchenwaldzie, a następnie w Lubuszu, gdzie było rozmieszczone kierownictwo Centrum. Po rozwiązaniu organizacji przez Niemców w maju-czerwcu 1943 r., został wykładowcą Oficerskiej Szkoły Wojsk Wschodnich w Mariampolu. W listopadzie 1944 r. wstąpił do nowo formowanych Sił Zbrojnych Komitetu Wyzwolenia Narodów Rosji. Objął funkcję zastępcy szefa oddziału inżynieryjnego sztabu Sił Zbrojnych KONR. Pod koniec kwietnia 1945 r., podczas ewakuacji na zachód, oddalił się ze sztabu w rejonie Monachium. Dalsze jego losy są nieznane.